# Jean-Luc Chavent
Pour les articles homonymes, voir Chavent.
Jean-Luc Chavent (né à Lyon en octobre 1952) est un guide, écrivain, conférencier, animateur de télévision, et un défenseur du patrimoine souterrain lyonnais.

## Télévision
Il présente et coproduit l'émission « Quartiers de vie » sur TLM jusqu'en 2014, où il cède sa place à Eloïse Boisroux.

## Défense du patrimoine souterrain lyonnais
En 2007, Jean-Luc Chavent soutient l'initiative des cataphiles lyonnais qui souhaitent déposer un dossier auprès de l’UNESCO pour que les nombreux réseaux souterrains de Lyon puissent être reconnus comme Patrimoine mondial de l’humanité, et protégés au même titre que le Vieux Lyon.

## Sources
- « En balade avec Jean-Luc Chavent », portrait publié dans Le Progrès du 19 mars 2006
- « Jean-Luc Chavent, Le conteur de nos rues », Lyon Passionnément
- « Un patrimoine unique », interview consacrée aux souterrains et publiée dans Lyon Mag de mars 2002